# Lappen bei Walldürn
Lappen bei Walldürn este o arie protejată (sit de importanță comunitară — SCI, arie de protecție specială avifaunistică — SPA) din Germania întinsă pe o suprafață de 62,58 ha, integral pe uscat.

## Localizare
Centrul sitului Lappen bei Walldürn este situat la coordonatele 49°33′00″N 9°21′44″E / 49.55°N 9.3622°E.

## Înființare
Situl Lappen bei Walldürn a fost declarat arie de protecție specială avifaunistică în martie 2001 pentru a proteja 9 specii de animale. Situl a fost protejat și ca sit de importanță comunitară în martie 2001.

## Biodiversitate
Situată în ecoregiunea continentală, aria protejată nu include niciun habitat protejat.
La baza desemnării sitului se află mai multe specii protejate de  păsări (9): porumbel de scorbură (Columba oenas), prepeliță (Coturnix coturnix), becațină comună (Gallinago gallinago), bătăuș (Philomachus pugnax), ploier auriu (Pluvialis apricaria), mărăcinar negru (Saxicola torquatus), Tachybaptus ruficollis ruficollis, fluierar de mlaștină (Tringa glareola), nagâț (Vanellus vanellus).